# Armen (miejscowość)
Armen – miejscowość w południowo-zachodniej części Albanii, w okręgu Wlora.

## Demografia
Miasto, w 2001, zamieszkiwało około 5,7 tys. osób. W 2011 zaludnienie spadło o ½, do poziomu 2965 mieszkańców.